# Iutungs

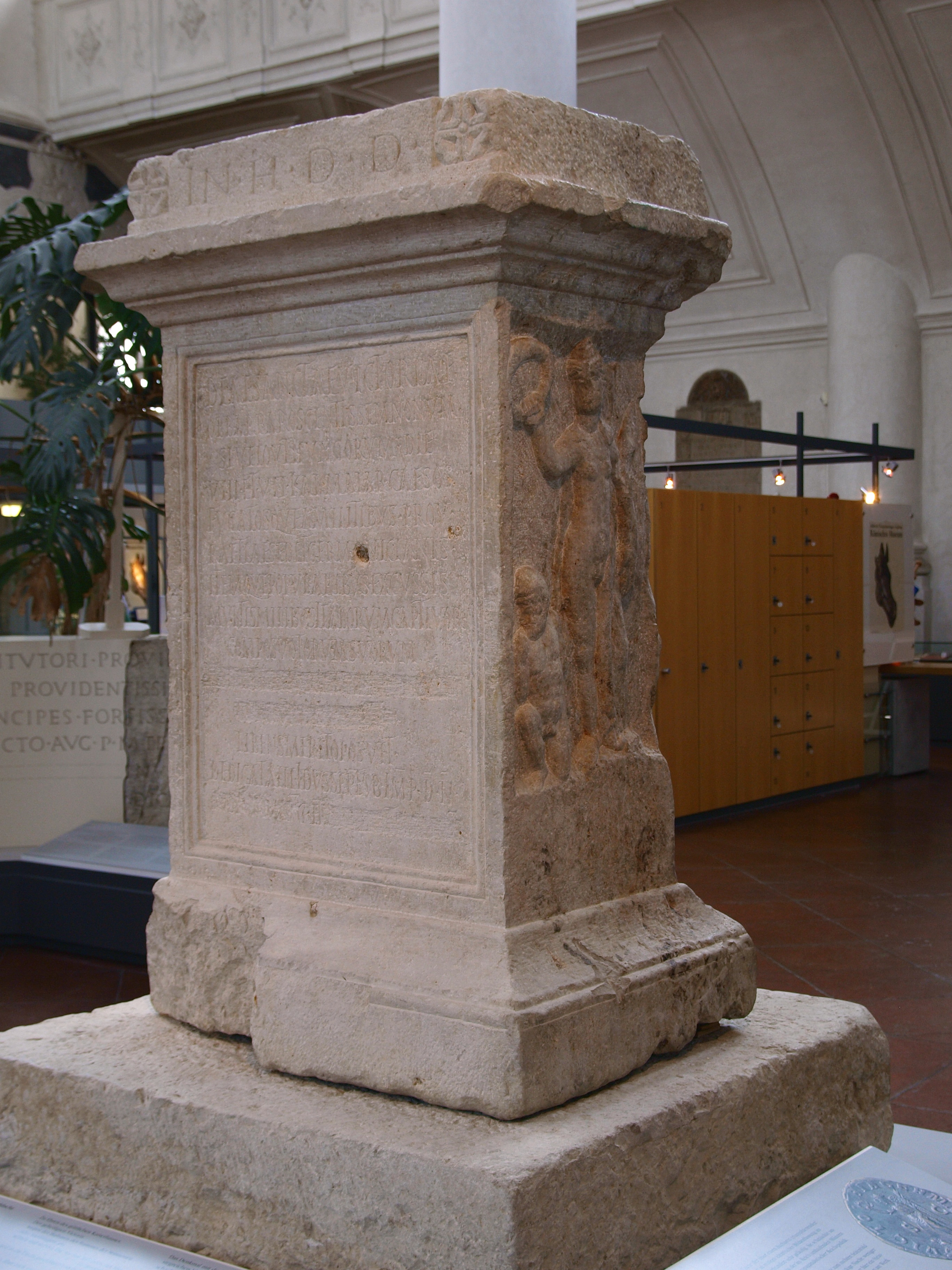
Memorial dels Iutungs a Augsburg.

Els iutungs (en llatí iuthungi, en grec antic ᾿ιούθουγγοι) eren un poble germànic que vivia a la vora del Danubi. Alguns antics escriptors es refereixen a ells com a part dels alamans, però per altres més probablement eren un grup dels gots. Publi Herenni Dexip diu que eren escites, però en el context on ho diu, això significa que era una tribu dels gots. El seu nom vol dir "descendents".
Durant el regnat de Lluci Domici Aurelià van envair Itàlia (259-260) i els romans els van derrotar a Augsburg (24 i 25 d'abril del 260, per Marcus Simplicinus Genialis) i van haver de demanar la pau; van tornar a les seves terres derrotats però no escarmentats, ja que aviat van començar a preparar una nova invasió. En tots els atacs van actuar conjuntament amb altres pobles germànics, com els alamans, els sueus o els gots.
El 356-358 van envair la província de Rècia i van destruir Castra Regina, capital provincial. L'any 383 van tornar a envair la província però un exèrcit format per huns i alans al servei de Roma els va rebutjar. Aeci va lluitar contra ells entre el 429 i el 431, segons Hidaci. Després desapareixen de la història probablement integrats en una confederació.